# エリザー・アルフォンゾ
- エリエセル・アルフォンソ

エリザー・ヘスス・アルフォンゾ（Eliezer Jesus Alfonzo , 1979年2月7日 - ）は、ベネズエラ、アンソアテギ州プエルト・ラ・クルス出身の元プロ野球選手（捕手）。右投右打。
息子のエリザー・アルフォンゾ・ジュニアは2017年よりデトロイト・タイガース傘下でプレーしているプロ野球選手。

## 経歴

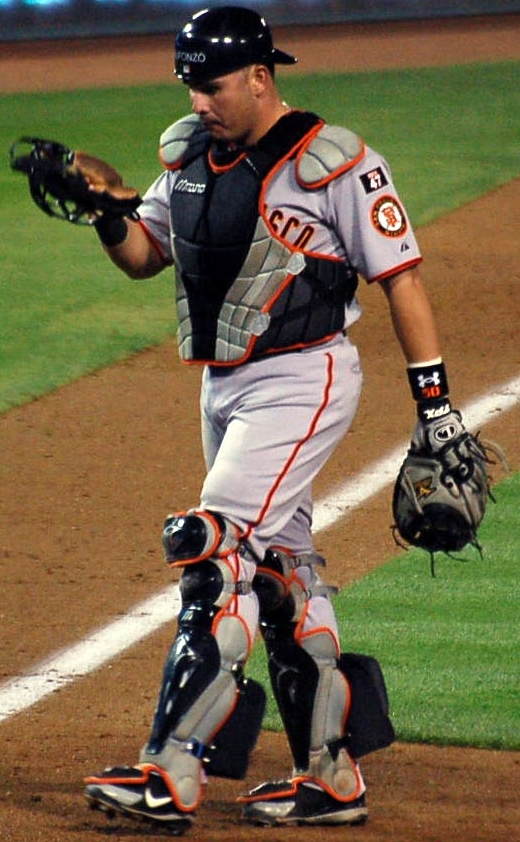
2007年10月16日

### プロ入りとカージナルス傘下時代
1996年7月にドラフト外でセントルイス・カージナルスと契約。ルーキー級ドミニカン・サマーリーグ（DSL）のDSLカージナルスで三塁手としてプロデビューし、24試合に出場して打率.325を記録した。
1997年に捕手に転向し、ルーキー級ジョンソンシティ・カージナルスで38試合に出場し打率.275、2本塁打、15打点を記録した。

### ブルワーズ傘下時代
2000年6月13日、前年（1999年）オフに行われたフェルナンド・ビーニャとホアン・アセベドの交換トレードの後日発表選手として、ミルウォーキー・ブルワーズに移籍した。移籍後は傘下A級ベロイト・スナッパーズで60試合に出場し、打率.267、5本塁打、27打点を記録した。
2001年はA級ベロイトで106試合に出場し、打率.277、14本塁打、48打点を記録した。
2002年はA級ハイデザート・マーベリックスとAA級ハンツビル・スターズの2球団合計81試合に出場し、打率.272、9本塁打、47打点を記録した。

### カブス傘下時代
2003年にシカゴ・カブスとマイナー契約を結んだが、シーズン開幕前の3月29日に自由契約となった。

### 独立リーグ時代
2003年5月にノーザンリーグのセントポール・セインツと契約した。68試合に出場し、打率.300、9本塁打、46打点を記録した。

### マーリンズ傘下時代
2004年にフロリダ・マーリンズと契約した。A級ジュピター・ハンマーヘッズで105試合に出場し、打率.281、18本塁打、70打点を記録した。

### ジャイアンツ時代
2004年オフにサンフランシスコ・ジャイアンツと契約した。
2005年はA+級サンノゼ・ジャイアンツ、AAA級ノーウィッジ・ナビゲーターズ、AAA級フレズノ・グリズリーズの3球団に所属し、106試合に出場。打率.334、23本塁打、79打点という好成績を残した。
2006年6月3日のニューヨーク・メッツ戦でプロ11年目にしてメジャーデビューを果たし、この試合で初安打となる2点本塁打を放った。彼はジェイソン・シュミット投手の16奪三振を記録し、102年続いたジャイアンツの球団記録に並んだ。この年は脳震盪の症状で戦線離脱した正捕手マイク・マシーニーの代役として87試合に出場し、打率.266、12本塁打、39打点と、期待以上の成績を記録した。
2007年はベンジー・モリーナが加入したため、26試合の出場にとどまった。
2008年は開幕をマイナーで迎え、5月1日には薬物違反で50試合の出場停止処分が課された。復帰後はメジャーで5試合に出場した。

### パドレス時代
2008年オフにサンディエゴ・パドレスと契約した。
2009年はメジャーで37試合に出場し、打率.175、2本塁打、8打点を記録した。

### マリナーズ時代
2009年11月20日にシアトル・マリナーズとマイナー契約を結び、翌年のスプリングトレーニングに招待選手として参加することになった。
2010年はマイナーで開幕を迎え、5月28日にメジャーに昇格。13試合に出場したが打率.220、1本塁打、4打点に終わり、6月28日にDFAとなった。10月5日にFAとなった。

### ロッキーズ時代
2011年1月28日にコロラド・ロッキーズとマイナー契約を結んだ。7月15日にメジャーに昇格し、25試合に出場して打率.267、1本塁打の成績を残していたが、9月14日に薬物検査に陽性反応を示したため100試合の出場停止処分を課された（2012年5月に処分取り消し）。
2012年6月4日に自由契約となった。

### メキシカンリーグ時代
2012年6月15日にリーガ・メヒカーナ・デ・ベイスボル（メキシカンリーグ）のメキシコシティ・レッドデビルズと契約を結んだ。39試合に出場し、打率.361、15本塁打、47打点を記録した。オフの11月1日に自由契約となった。

### ドジャース傘下時代
2012年12月14日にロサンゼルス・ドジャースとマイナー契約を結んだ。
2013年のスプリングトレーニングに招待選手として参加する予定だったが、オフシーズン中に母国ベネズエラでデング熱に罹患した。出国が許可されなかったため、ドジャースはキャンプへの招待を取り消したが、マイナー契約は残すことになった。5月に以前所属したメキシコシティ・レッドデビルズにレンタル移籍した。

### ドジャース退団後
メキシカンリーグには2016年まで所属。以後も2006年から冬季に参戦している母国ベネズエラのウィンターリーグ（LVBP）で2019-2020シーズンまでプレーを続け、現役を引退した。LVBPでは通算139本塁打を放っている。

## 詳細情報

### 年度別打撃成績
| 年 度    | 球 団    | 試 合 | 打 席 | 打 数 | 得 点 | 安 打 | 二 塁 打 | 三 塁 打 | 本 塁 打 | 塁 打 | 打 点 | 盗 塁 | 盗 塁 死 | 犠 打 | 犠 飛 | 四 球 | 敬 遠 | 死 球 | 三 振 | 併 殺 打 | 打 率 | 出 塁 率 | 長 打 率 | O P S |
| -------- | -------- | ----- | ----- | ----- | ----- | ----- | -------- | -------- | -------- | ----- | ----- | ----- | -------- | ----- | ----- | ----- | ----- | ----- | ----- | -------- | ----- | -------- | -------- | ----- |
| 2006     | SF       | 87    | 309   | 286   | 27    | 76    | 17       | 2        | 12       | 133   | 39    | 1     | 0        | 4     | 3     | 9     | 7     | 7     | 74    | 10       | .266  | .302     | .465     | .767  |
| 2007     | SF       | 26    | 67    | 64    | 5     | 16    | 2        | 1        | 1        | 23    | 6     | 0     | 2        | 0     | 0     | 2     | 2     | 1     | 23    | 2        | .250  | .284     | .359     | .643  |
| 2008     | SF       | 5     | 11    | 11    | 0     | 1     | 0        | 0        | 0        | 1     | 1     | 0     | 0        | 0     | 0     | 0     | 0     | 0     | 4     | 2        | .091  | .091     | .091     | .182  |
| 2009     | SD       | 37    | 117   | 114   | 6     | 20    | 3        | 0        | 2        | 29    | 8     | 0     | 0        | 0     | 0     | 3     | 0     | 0     | 34    | 0        | .175  | .197     | .254     | .451  |
| 2010     | SEA      | 13    | 41    | 41    | 4     | 9     | 1        | 0        | 1        | 13    | 4     | 0     | 0        | 0     | 0     | 0     | 0     | 0     | 10    | 2        | .220  | .220     | .317     | .537  |
| 2011     | COL      | 25    | 79    | 75    | 2     | 20    | 1        | 0        | 1        | 24    | 9     | 0     | 0        | 0     | 0     | 3     | 0     | 1     | 13    | 1        | .267  | .304     | .320     | .624  |
| MLB：6年 | MLB：6年 | 193   | 624   | 591   | 44    | 142   | 24       | 3        | 17       | 223   | 67    | 1     | 2        | 4     | 3     | 17    | 9     | 9     | 158   | 17       | .240  | .271     | .377     | .648  |